# Gösser

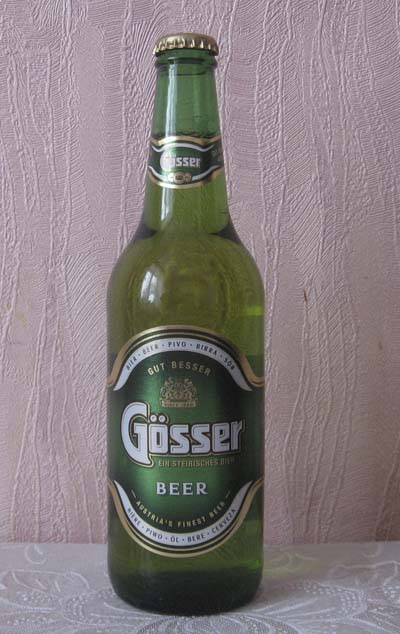
Оригинальное пиво Гёссер

Гёссер (нем. Gösser) — марка австрийского пива, выпускаемая на пивоварне Göss в австрийском городе Леобен, федеральная земля Штирия. Продукт выпускается под указанным названием с 1860 года. 
C 2003 года марка принадлежит компании Heineken.

## История
Пивоварение в данном регионе имеет длинную историю. Пиво варили в монастыре Гёсс (основанном ещё в 1020 году), первое письменное упоминание об этом датируется 1459 годом. В 1782 году монастырь был закрыт.
В 1860 году 28-летний пивовар Макс Кобер купил часть имущества монастыря и вскоре создал здесь самую крупную пивоварню в Верхней Штирии. В 1892 году здесь производилось 70 000 гектолитров пива в год.  

В 1893 году частное предприятие было преобразовано в акционерное общество, которое приобрело другие пивоваренные заводы города.  

В 1921 году компания приобрела Brauerei Falkenstein в Лиенце. В начале 30-х годов здесь производилось уже более 400 000 гектолитров в год. 

В 1973 году после объединения с Reininghaus AG была образована компания Steirerbrau.  

В 1992 году эта фирма была приобретена Brau Union Österreich AG.

В 2003 году вошла в состав пивоваренного концерна Heineken.
Gösser производится (помимо родины напитка — Австрии) по лицензии ещё в пяти странах мира: России, Румынии, Венгрии, Казахстане и Белоруссии.

## Сорта пива
- Märzen (мартовское)
- Gold
- Spezial
- Stiftsbräu
- Bock
- Zwickl
- Naturradler